# スティーブ (Minecraft)
スティーブ（英: Steve）は、2011年に発売されたサンドボックスゲーム『Minecraft』のプレイヤーキャラクターである。スウェーデンのゲーム開発者であるマルクス・ペルソン（Notch）が制作し、2009年にJava Editionで導入された。
プレイヤーが使用できる9つのデフォルトプレイヤーキャラクタースキンのうちで最初に追加されたものである。あらかじめ定義されたキャラクターではなく、カスタマイズ可能なプレイヤーアバターとなることが意図されているため、公式に設定されたバックストーリーは存在しない。女性版キャラクターのアレックス（英: Alex）は、2014年8月にJava Editionで導入され、他の7人のデフォルトキャラクターは2022年10月にJava Editionで導入された。ゲームのバージョンによっては、プレイヤーは新しいアカウントを作成する際に、スティーブか他のスキンのいずれかをデフォルトとして選択できる。ただし、スキンはゲーム内またはウェブサイトから簡単に変更できる。2025年公開の『マインクラフト/ザ・ムービー』では、ジャック・ブラックがスティーブ役を演じている。
スティーブは、Minecraftシリーズの批評的かつ商業的な成功を受けて、ゲーム業界で広く知られるキャラクターとなった。批評家からはMinecraftの知的財産のマスコットとみなされており、スティーブの画像はアパレルやコレクターアイテムを含む広告や商品に使用されている。2020年10月には、『大乱闘スマッシュブラザーズ SPECIAL』にプレイアブルキャラクターとして追加された。スティーブは一般的に同作で最強キャラクターとして位置付けられており、その不均衡な力で論争を巻き起こしたため、複数のトーナメントからたびたび禁止されるようになった。スティーブのデザインは、クリーピーパスタである「Herobrine」などの非公式作品でも使用されている。

## 構想とデザイン

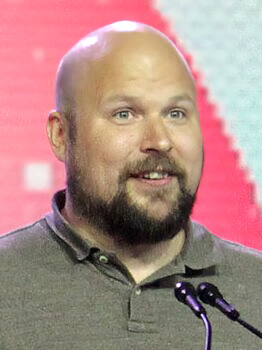
マルクス・ペルソン（Notch）は、『Minecraft』の原作者であり、スティーブの生みの親でもある。（2016年）

スティーブは、ゲーム開発者のマルクス・ペルソン（Notch）が『Minecraft』用にデザインした。ブロック状の外見をしている人間のキャラクターであり、同作の美学的思想とアートスタイルに一致している。水色のトップスを着て、青のズボンと靴を履いており、時々あごひげが付けられている。コンソール版では、タキシードや囚人服、キルトなどの様々な衣装を着ている。スティーブという名前はもともとペルソンが「一般的」だと考えたために冗談として生まれたものであったが、この名前はコミュニティに使用されるようになり、Bedrock Editionで正式な名前となった。男性的な名前と特徴にもかかわらず、具体的な性別は明らかにされていなかった。2012年にマルクス・ペルソンは同作のブロック状のグラフィックがゲームに存在する「（伝統的に）男性的な」美学的思想を強めていると説明した。また、同作は「性別が存在しない」包括的なゲームとして設計されており、キャラクターモデルは性別のない人間であるはずだと強調した。マルクス・ペルソンは、性別の選択肢を男性のみに限定することが、『Minecraft』を「男の子専用のゲーム」だと暗示させることになると認めており、過去に適切な女性キャラクターを作成しようと試みたが、最終的な結果は「非常に性差別的」なものだったと述べた。ジェンダー中立性を保つために、スティーブのあごひげは2009年に削除されたが、その後、再度追加された。

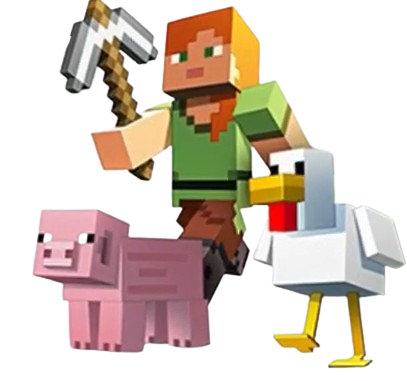
アレックスとブタ、ニワトリ

アレックスは、全プレイヤーに無料で提供される別のデフォルトスキンであり、2014年8月22日にJava Editionに追加された。アレックスは後日、コンソール版とモバイル版にも追加された。キャラクターモデルはスティーブに似ているが、オレンジ色の髪をポニーテールに結んでいて、腕が細く、より女性的な外見をしている。Minecraftシリーズを担当するMicrosoft studioの責任者であるHelen Chiangは、2018年のインタビューで、『Minecraft』のより良いジェンダー表現を求めている活動について他のビデオゲームと比較してコメントし、ジェンダー・ステレオタイプを覆す道具としてMinecraftブランドを使用することが会社にとって重要であると説明した。また、アレックスとスティーブの能力や資質を同等にすることで、男女平等に対するスタジオの姿勢を強化すると語った。2014年には、アップデートでスキンに複数のレイヤーを追加できるようになり、より細部にわたって表現ができるようになった。
2022年8月、アップデートによりスティーブとアレックスのデザイン変更が行われ、複数のレイヤーとテクスチャが追加された。これにより、13年前に除去されていたスティーブのあごひげが復活した。同年10月、既存のスティーブとアレックスのキャラクターモデルを使用して、7つのデフォルトスキンが追加され、ゲームコミュニティ内の多様性が向上した。スキンはそれぞれ、Noor（ノール）、Sunny（サニー）、Ari（アリ）、Zuri（ズリ）、Makena（マケナ）、Kai（カイ）、Efe（エフェ）
と名付けられた。

## 設定

### キャラクターの概要
スティーブは、『Minecraft』の新規プレイヤーが利用できる9つのデフォルトスキンうちの1つである。スキンは、ゲーム内でプレイヤーを表現するアバターとなるものであり、プレイヤーが変更、修正、または置換することができる。プレイヤーには、プレイヤーキャラクターのスキンの外観を変更するための複数のオプションが許可されている。
アレックスの登場以前は、PC版とモバイル版でプレイヤーが利用できる公式スキンはスティーブのみだったが、PC版のプレイヤーは自分でデザインしたスキンやインターネット上で見つけたスキンを使用することができた。コンソール版では、最大8種類のバージョンのスティーブが提供され、バンドルから購入できるキャラクターの種類も豊富だったが、女性のスキンはなかった。当初は、コンソール版ではアレックスもスティーブと同様にプレイヤーが選択できず、新しくゲームを開始するたびに、スキンがランダムに割り当てられていた。2022年時点では、スティーブ、アレックス、その他の7つのデフォルトスキンは、プレイしているエディションに応じて、ゲーム内メニューまたはゲームランチャーから、手動で選択できる。
「Lego Club Magazine」によれば、スティーブとアレックスは恋愛関係にある。2人は建築に関する共通の適性以外にも明確に異なる興味を持っており、スティーブは採掘と錬金術を好み、アレックスは探検と狩りを好む。「Lego Club Magazine」の次号では、クリーパーが2人のクラブハウスに侵入して元の文章を書き換えたこと、スティーブとアレックスは親友であることが語られ、前号の記述は訂正されている。このため、『Minecraft』のキャラクターは、ゲーム内で子孫を残すことができる村人や一部の動物を除いて、一般的に無性であると考えられている。

### マインクラフト/ザ・ムービー

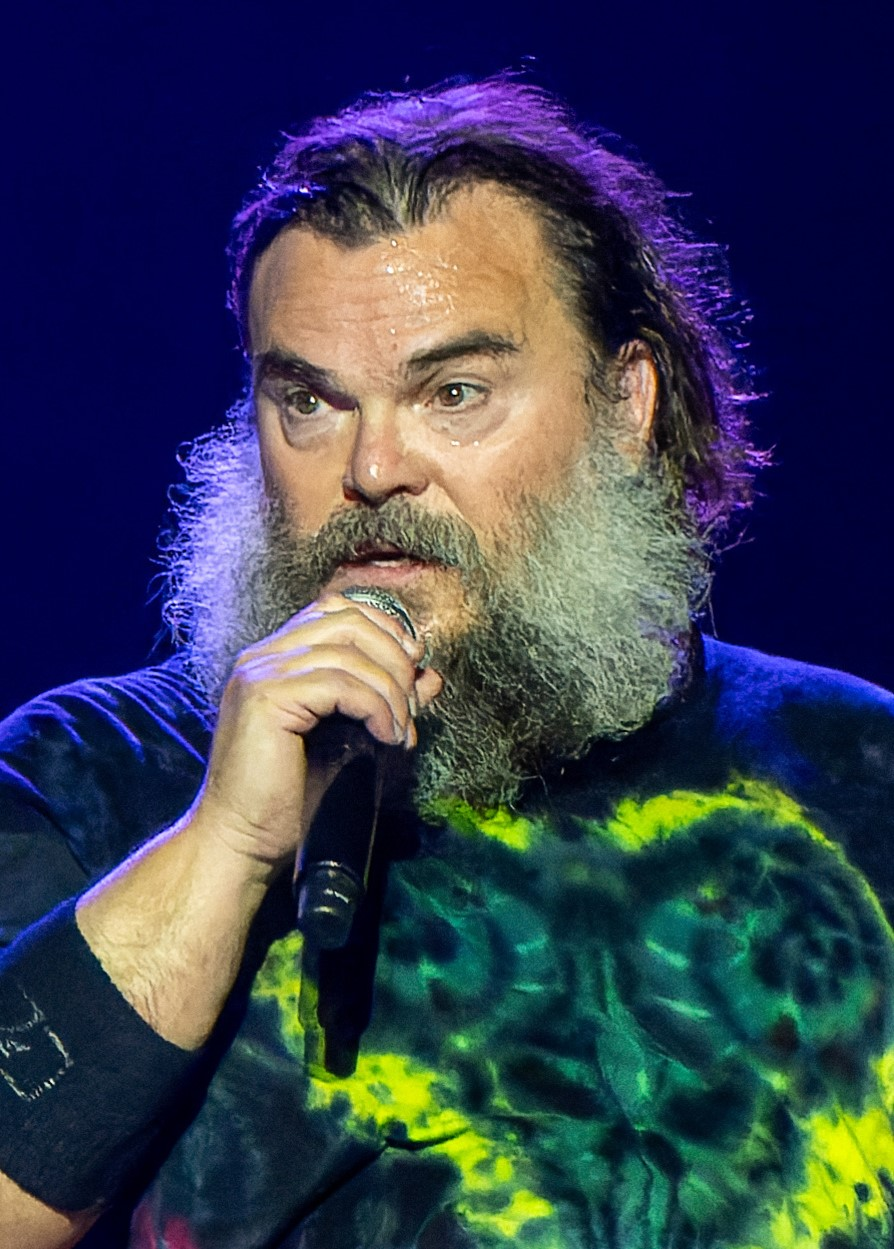
2025年4月公開の映画『マインクラフト/ザ・ムービー』では、ジャック・ブラックがスティーブを演じている。

2025年の映画『マインクラフト/ザ・ムービー』では、スティーブはアメリカの俳優であるジャック・ブラックにより実写で演じられた。当初、ブラックはしゃべる豚を演じる予定だったが、当時の監督が物語全体を導く役割が必要だと判断し、最終的にスティーブ役に起用された。制作チームはスタッフやキャストのために専用のプライベートサーバーを用意し、ブラックは配役が決まる前から100時間以上プレイするほど最も熱心に参加していた。映画におけるスティーブの描写は、デフォルトキャラクターを自由に解釈できるというゲーム本来の意図に沿い、ブラック自身の解釈が反映されている。
映画内では、スティーブは売れないドアノブのセールスマンとして登場し、洞窟で不思議な物体に触れたことから「オーバーワールド」と呼ばれるブロックで構成された魔法の世界に転送される。その後、物語の主要キャラクターたちのリーダーとなる。また、ブラックは劇中で多数の劇中音楽を披露しており、その中にはスティーブのキャラクターをテーマにしたオリジナル曲「I Feel Alive」や、「Steve's Lava Chicken（溶岩チキン）」と呼ばれる楽曲も含まれる。後者は全英シングルチャート史上最も短い楽曲としてランクインした。また、ポストクレジットシーンではアレックスがスティーブの家に住みついており、屋根裏部屋のチェストについて話し合うために彼を招き入れる場面が描かれている。ケイト・マッキノンがノンクレジットでアレックスの声優としてカメオ出演し、演者はアリス・メイ・コノリーが務めている。

### その他の出演
『Minecraft Dungeons』では、スティーブとアレックスがスキンとして両方とも登場し、スティーブはプレイヤーの間で最も人気のあるスキンである。Minecraftシリーズ以外では、スティーブがPC版『Super Meat Boy』にプレイアブルキャラクターとして登場し、ゲーム内で「Mr. Minecraft（ミスター・マインクラフト）」と呼ばれている。スティーブは『大乱闘スマッシュブラザーズ SPECIAL』にもプレイアブルキャラクターとして登場し、アレックスと『Minecraft』の敵が代替コスチュームとして登場している。『Hybrid』では、スティーブの頭部をベースにしたコスメティックが登場する。また、『ソニックレーシング クロスワールド』にゲストキャラクターとして登場する予定である。

## 評価

### 文化的影響
批評家は、スティーブが『Minecraft』の新規プレイヤーの基準として、キャラクターの起源である同作を超えて、ある程度の文化的影響力とバイラルな認知度を達成していると考えている。スティーブは、プロモーションや広告においてシリーズの顔とみなされてきた。他のビデオゲームキャラクターとは異なり、存在が公式のバックストーリーやゲーム内の会話によって断言されていないという事実にもかかわらず、一部の評論家は、スティーブを同作の主人公やメインキャラクターに最も近いキャラクターだと考えている。「Glixel」と「GamesRadar+」の出版スタッフからは最も象徴的なビデオゲームキャラクターの1人として見なされており、「GamesRadar+」は、スティーブをMinecraftの「不朽のシンボル」と見なし、キャラクターモデルをコンピュータゲーム文化で最も目に付くシルエットの1つと見なしている。2024年にBAFTAが約4,000人の回答者を対象に実施した投票では、スティーブが史上13番目に象徴的なビデオゲームキャラクターとして選ばれた。
スティーブは、インターネットコミュニティ全体で広まっている複数のファン理論の対象となっている。ある説では、キャラクターの外見が似ていることから、スティーブのモデルが『グランド・セフト・オート・バイスシティ』の主人公トミー・ベルセッティだとされている。この説は、2009年にマルクス・ペルソンが『Minecraft』の開発の進捗状況に関してTumblrに投稿したものに基づいており、投稿で、「グランド・セフト・オート」ゲームからインスピレーションを得たデザインを使用していることを認めた。2020年にマルクス・ペルソンはソーシャルメディアで反応し、両方のキャラクターのつながりを否定したが、自身が『バイスシティ』のファンであるため、無意識のうちにつながりがあったと述べた。2010年には、白くて濃淡のない目をしたスティーブの派生デザインであるクリーピーパスタの「Herobrine」が4chanで作成された。Herobrineは、Minecraftコミュニティで注目を集め、インターネット・ミームとなり、同作の公式アートワークにも数回登場した。反対に、映画『マインクラフト/ザ・ムービー』でのジャック・ブラックによるスティーブの描写も、実写化されたことによりミームの対象となった。

### 大乱闘スマッシュブラザーズ SPECIAL
スティーブなどを含む『Minecraft』をテーマにした『大乱闘スマッシュブラザーズ SPECIAL』のダウンロードコンテンツ（DLC）の発表は、批評家やプレイヤーから好評を博した。一部のコメンテーターは、この興奮のほとんどが前例のないキャラクターの登場によるものであると示唆した。発表後、ソーシャルメディアウェブサイトのTwitterは、反応した投稿によって利用不能な状態になった。同作のディレクターを務める桜井政博は、Twitterの回復後、「もしかして、Twitter落ちましたね……?」とツイートした。「Polygon」のパトリシア・ヘルナンデスと「US Gamer」のナディア・フォックスは、スティーブの勝利画面にいかがわしいアニメーションが表示されていることに気づき、このことが注目をさらに集めたと述べた。
IGNのミッチェル・サルツマンは、ダウンロードコンテンツのレビューで、スティーブはゲームプレイの仕組みの点で過去にゲームに登場した中で最も複雑なファイターの1人であると述べ、開発者が『Minecraft』の資源収集とアイテム作成の仕組みをスティーブの動きに取り入れた方法を強調した。Kotakuのスタッフは、スティーブの繰り返しについて意見が分かれた。イアン・ウォーカーは、プレイヤーがスティーブの建築能力を使用した試合の観戦後、スティーブを最も刺激的なキャラクターの1人だと考えた。アリ・ノティスはあまり好意的ではなく、スティーブの実装で観察されたビジュアルとゲームプレイの不一致について述べ、これまでプレイした中で最も奇妙なキャラクターと呼んだ。「リアルサウンド」の坂田憲亮は、戦略の幅広さには期待しながらも、「「スティーブ/アレックス」と対峙する側からすれば、非常に戦いにくくストレスを感じることになるかもしれない」と述べた。
スティーブが追加されて以降、スティーブの型破りなプレイスタイルと大会における上位への急速な順位上昇によって、同作の対戦コミュニティ内ではスティーブが他キャラクターを圧倒していると考えられている。2023年2月、数人のプロのプレイヤーによって作成されたティアリストでは、スティーブがゲーム内で最強のキャラクターと見なされた。プレイヤーは、ベヨネッタが『大乱闘スマッシュブラザーズ for Wii U』に与えた影響と同様に、キャラクターの優位性が視聴者に悪影響を及ぼすことを懸念し、スティーブをトーナメントから禁止するよう主張し始めた。効果的な対抗策がまだ発見されていないとして、禁止に反対する者もいた。スティーブを選択するプレイヤーが増加し、勝率を上げたことで、禁止を求める声が強まった。2023年3月までに、対戦相手の攻撃による影響をなくし、事実上即座に反撃できるようになる新しいテクニックが発見されたため、複数のトーナメントでスティーブが禁止された。この方法は「Phantom MLG」として知られている。

### 分析
2017年に出版された『100 Greatest Video Game Characters』の項目で、クリス・ベイリーは、スティーブに関する知識が乏しいことから、ビデオゲームのアバターがプレイヤーのアイデンティティに関連してどのように認識されているかがわかると説明した。また、このキャラクターがサンドボックスゲーム固有の自由とカスタマイズの精神を具体化し、実行していると述べた。彼は、スティーブがビデオゲーム内外でプレイヤーに独自の創造的行為を与えるという、共感可能なアバターの「中心性」を例示していると詳しく述べた。また、他のゲームではある一定レベルのカスタマイズが許可されているが、スティーブは、既に定義されている髪型や肌の色を変更するだけでなく、体の表面全体を変更できるようにすることで、この可能性を他のほとんどのゲームよりも具体化していると述べた。この過程は、ユーザーが作成した対応スキンを共有するために設立されたオンラインコミュニティが急増したことを通じて見ることができる。
マルクス・ペルソンはスティーブの性別はノンバイナリーであると主張したが、ベイリーは「明確に性別のある名前」を持つアバターが含まれていることを説明するのは「最初は難しい」という見解を示した。一方で、ベイリーは、『Minecraft』のプレイヤーコミュニティがアバターの見た目をカスタマイズすることに熱心なため、ゲームのオープン性を受け入れていると指摘した。これは、スティーブに新しいスキンを重ね合わせる過程を通じて実現されている。同様に、H・チャド・レーンは、プレイヤーが自分のアバターを作成する出発点としてスティーブとアレックスを使用する『Minecraft』のスキンの概念は、現実世界と似ているか、あるいは対照的かに関係なく、プレイヤーのアイデンティティと自己認識を反映するものとして機能する可能性があると述べた。